# Бульвар Вабадузе (Тарту)
Бульва́р Ва́бадузе, также Ва́бадузе пу́йестеэ (эст. Vabaduse puiestee — Бульвар Свободы) — улица в Тарту. Проходит вдоль реки Эмайыги от моста Победы (улица Лай) до моста Свободы (улица Рийа), является одной из границ исторической части города.

## История
В советские времена — Октябрьский бульвар.

## Достопримечательности
- д. 1 — Городской рынок (1936—1937, архитектор Вольдемар Типпель)[1]
- Памятник дружбы эстонского и армянского народов (1978, скульптор Акоп Дживанян)[2]
- Памятник Ф. Р. Крейцвальду (1951, скульпторы Мартин Сакс, Йоханнес Хирв)[3]

- Памятник Ф. Крейцвальду
- Памятник дружбы эстонского и армянского народов